# Maria (królowa Danii)
Maria, królowa Danii, hrabina Monpezat (ur. 5 lutego 1972 w Hobart jako Mary Elizabeth Donaldson) – królowa Danii od 14 stycznia 2024, jako żona króla Danii, Fryderyka X. 
Ma z nim czworo dzieci – księcia koronnego Chrystiana (ur. 2005), księżniczkę Izabelę (ur. 2007), księcia Wincentego (ur. 2011) i księżniczkę Józefinę (ur. 2011). Zajmują oni kolejno pierwsze, drugie, trzecie i czwarte miejsce w linii sukcesji do duńskiego tronu.

## Życiorys

### Dzieciństwo i młodość
Urodziła się 5 lutego 1972 roku w Hobart w Australii (w stanie Tasmania) jako córka matematyka, Johna Donaldsona (ur. 1941), oraz jego żony, Henrietty Horne (1942-1997). Otrzymała imiona Maria Elżbieta (ang. Mary Elizabeth) po swoich babciach: Mary Dalgleish i Elizabeth Gibson Melrose.
Ma troje starszego rodzeństwa – Jane (ur. 1965), Patricię (ur. 1968) i Johna (ur. 1970).
W latach 1974–1975 uczęszczała do Clear Lake City Elementary School, 1976–1977 Sandy Bay Infanty School, 1978–1982 Wainea Heights Primaty School, następnie kontynuowała naukę w Taroona High School, Hobart Matriculation College. Studiowała przez 5 lat na Uniwersytecie w Tasmanii. Po studiach przeniosła się do Melbourne i Sydney, gdzie pracowała w reklamie i marketingu dla DDB Needham, Young & Rubicam i innych firm. Pracowała w Edynburgu dla Rapp Collins Worldwide.
20 listopada 1997 roku zmarła jej matka, Henrietta Horne. Maria bardzo przeżyła jej śmierć. „Zatrzymałam się, podczas gdy cały świat wokół mnie posuwał się do przodu” – mówiła później o swoich odczuciach z tamtego okresu. Podczas jednej z wizyt przyznała: „Stało się to za wcześnie. Ale wraz z wiekiem uczysz się doceniać czas, który spędziliście razem jako prezent”.

### Księżna koronna Danii
Po ślubie z księciem Fryderykiem Maria otrzymała tytuł Jej Królewskiej Wysokości Księżnej Koronnej Danii.
Zaangażowała się w działalność publiczną i charytatywną, a także reprezentowała monarchę w oficjalnych wystąpieniach. Wśród jej obszarów zainteresowań znajduje się promocja roli kobiet w społeczeństwie i przeciwstawianie się przemocy domowej.
6 maja 2023 wraz z mężem uczestniczyła w koronacji króla Karola III i królowej Kamili w opactwie westminsterskim w Londynie.

### Królowa Danii
31 grudnia 2023 teściowa Marii, królowa Małgorzata II ogłosiła w telewizyjnym orędziu noworocznym swoją abdykację po 52 latach panowania.
14 stycznia 2024 w czasie uroczystości w pałacu Christiansborg w Kopenhadze królowa podpisała dokumenty abdykacyjne. Nowym monarchą został mąż Marii, Fryderyk; ona sama otrzymała tytuł Jej Królewskiej Mości Królowej Danii. Proklamacji Fryderyka na króla dokonała Mette Frederiksen, premier Danii, na balkonie pałacu. Następnie para królewska wraz z czwórką swoich dzieci pozdrowiła poddanych.
15 stycznia król i królowa wraz z najstarszym synem wzięli udział w uroczystościach w duńskim parlamencie, związanych z objęciem przez nich tronu. 21 stycznia uczestniczyli w nabożeństwie w katedrze w Århus.
Maria została pierwszą w historii królową europejskiego kraju, która pochodzi z Australii.
W maju 2024 para królewska udała się ze swoją pierwszą wizytą dyplomatyczną po objęciu tronu do Szwecji, gdzie zostali przyjęci przez króla Karola XVI Gustawa i królową Sylwię.

## Życie prywatne
Przyszłego męża – księcia Fryderyka – poznała w pubie Slipp Inn w Sydney w czasie Igrzysk Olimpijskich 2000. Książę przebywał tam ze swoimi kuzynami, m.in. księciem greckim Mikołajem i norweską księżniczką Märthą Luisą, oraz bratem - Joachimem. Po zakończeniu igrzysk książę Fryderyk wrócił do Danii, Maria została w Australii, ale znajomość była kontynuowana za pomocą rozmów telefonicznych, listów, e-maili. W miarę możliwości para odwiedzała się w swoich ojczystych krajach. W grudniu 2001 roku Maria podjęła pracę w Paryżu. Do Danii przeniosła się w sierpniu 2002 roku, gdzie od 4 września pracowała w Navision/Microsoft.
Została umieszczona na liście najlepiej ubranych osób 2010 roku przez Vanity Fair.
Na podstawie historii jej miłości do księcia Fryderyka powstał film Jak zostać księżną? (ang. Mary: The Making of a Princess). W rolę Marii Donaldson wcieliła się Emma Hamilton.
W 2016 roku została wydana biografia Marii autorstwa Helle Bygum, Maria – księżniczka serca. 

### Zaręczyny i ślub
Zaręczyny ogłoszono 8 października 2003, a ślub odbył się 14 maja 2004 w katedrze kopenhaskiej. Maria jako przyszła królowa Danii zrzekła się obywatelstwa Australii i przystąpiła do Kościoła Luterańskiego (z Prezbiteriańskiego).
Wraz z mężem ma czworo dzieci:
- Chrystian (duń. Christian Valdemar Henri John; ur. 15 października 2005 w Kopenhadze).
- Izabela (duń. Isabella Henrietta Ingrid Margrethe; ur. 21 kwietnia 2007 w Kopenhadze).
- Wincenty (duń. Vincent Frederik Minik Alexander; ur. 8 stycznia 2011 w Kopenhadze).
- Józefina (duń. Josephine Sophia Ivalo Mathilda; ur. 8 stycznia 2011 w Kopenhadze).

Oficjalną rezydencją pary jest Pałac Fredensborg koło Kopenhagi.

### Dzieci chrzestne
- książę Henryk z Danii (ur. 2009), syn księcia Joachima z Danii i księżnej Marii z Danii[21];
- Konstantin Johannsmann (ur. 2010), syn Alexandra Johannsmana i księżniczki Natalii zu Sayn-Wittgenstein[22];
- Stella, księżna Östergötlandu (ur. 2012), córka Daniela, księcia Västergötlandu i Wiktorii, księżnej koronnej Szwecji[23].

## Tytulatura
5 lutego 1972 – 14 maja 2004: Mary Elizabeth Donaldson
14 maja 2004 – 29 kwietnia 2008: Jej Królewska Wysokość Księżna koronna Danii
29 kwietnia 2008 - 14 stycznia 2024: Jej Królewska Wysokość Księżna koronna Danii, hrabina Monpezat

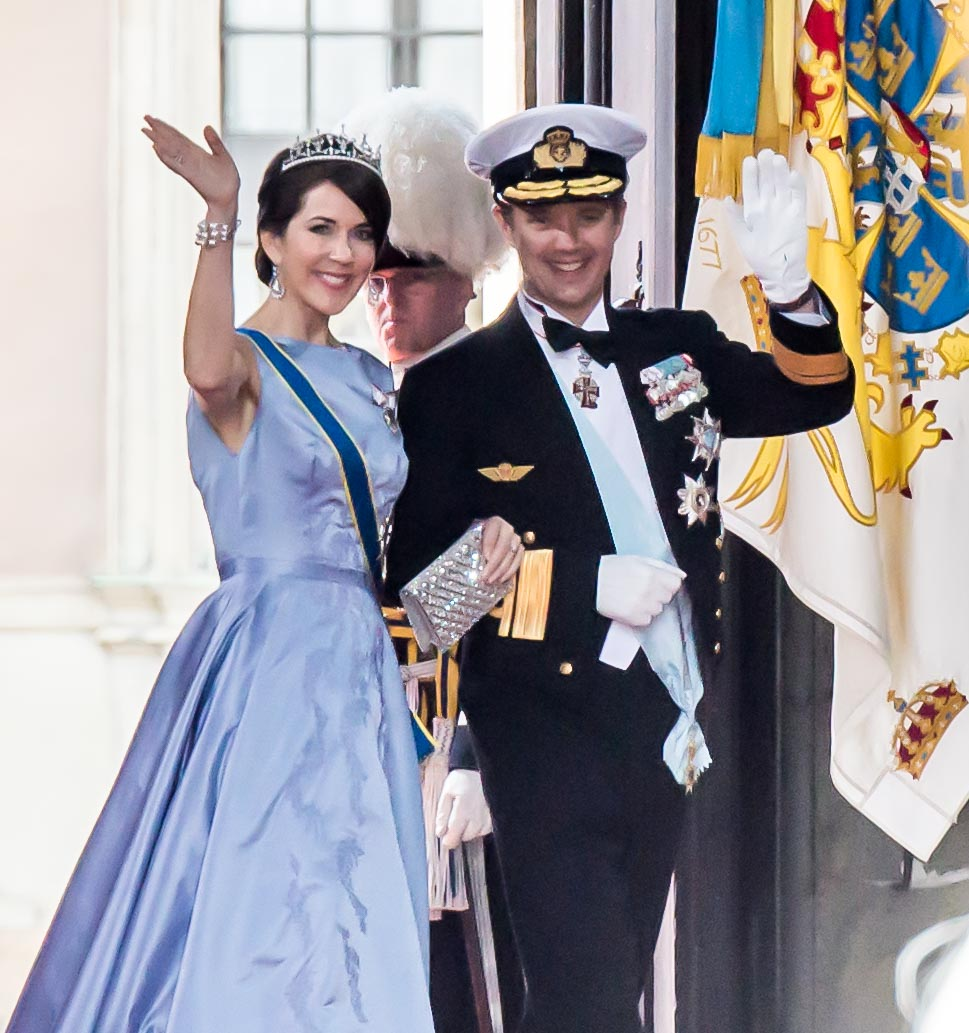
Maria z mężem na ślubie szwedzkiego księcia, Karola Filipa, oraz Zofii Hellqvist (2015)

14 stycznia 2024: Jej Królewska Mość Królowa Danii

## Odznaczenia
- Order Słonia (2004, Dania)[24]
- Order Rodziny Królewskiej Małgorzaty II (Dania)
- Medal Pamiątkowy 50-lecia Panowania Królowej Małgorzaty II (2022)[25]
- Medal Pamiątkowy Złotych Godów Królowej Małgorzaty i Księcia Henryka (2017)[26]
- Medal Pamiątkowy 75-lecia Urodzin Królowej Małgorzaty II (2015)[26]
- Medal Pamiątkowy 40-lecia Panowania Królowej Małgorzaty II (2012)[26]
- Medal Pamiątkowy 70-lecia Urodzin Królowej Małgorzaty II (2010)[26]
- Medal Pamiątkowy 75-lecia Urodzin Księcia Henryka (2011)[26]
- Odznaka Zasługi Gwardii (Dania)[26]
- Order Królewski Serafinów (2024, Szwecja)[27]
- Krzyż Wielki Orderu Gwiazdy Polarnej (2013, Szwecja)[26][28]
- Odznaka Jubileuszowa 70-lecia Urodzin Króla Karola XVI Gustawa (2016, Szwecja)[26]
- Krzyż Wielki Orderu Świętego Olafa (2005, Norwegia)[26][29]
- Krzyż Wielki Orderu Białej Róży (2013, Finlandia)[26][30]
- Krzyż Wielki Orderu Sokoła Islandzkiego (Islandia, 2017)[26][31]
- Krzyż Wielki Orderu Lwa Niderlandzkiego (2015, Holandia)[26][32]
- Medal Koronacyjny Króla Wilhelma Aleksandra (2013, Holandia)[26]
- Krzyż Wielki Orderu Korony (Belgia)[26]
- Krzyż Wielki Orderu Stara Płanina (2006, Bułgaria)[26][33]
- Krzyż Wielki Orderu Dobroczynności (Grecja)[26][34]
- Krzyż Wielki Orderu Krzyża Południa (2007, Brazylia)[26][35]
- Wielka Wstęga Orderu Orła Azteckiego (2016, Meksyk)[36]